# كسوف الشمس 6 يناير 2076
سيحدث كسوف كلي للشمس يوم الاثنين 6 يناير 2076. يحدث كسوف الشمس عندما يمر القمر بين الأرض والشمس ، وبالتالي يحجب صورة الشمس كليًا أو جزئيًا عن مشاهد على الأرض. يحدث الكسوف الكلي للشمس عندما يكون القطر الظاهري للقمر أكبر من قطر الشمس ، مما يحجب كل ضوء الشمس المباشر ، ويحول النهار إلى ظلام. تحدث الكلية في مسار ضيق عبر سطح الأرض ، مع كسوف جزئي للشمس مرئي فوق المنطقة المحيطة بعرض آلاف الكيلومترات.

## الخسوفات ذات الصلة

### كسوف الشمس 2073-2076
هذا الكسوف هو جزء من سلسلة كسوف الشمس 2073-2076. يتكرر الكسوف في كل 177 يومًا تقريبًا و 4 ساعات في العقد المتناوبة من مدار القمر.
| 122 | فبراير7, 2073 جزئي  | 127 | أغسطس3, 2073 كلي    |
| 132 | يناير 27, 2074 حلقي | 137 | يوليو 24, 2074 حلقي |
| 142 | يناير 16, 2075 كلي  | 147 | يوليو 13, 2075 حلقي |
| 152 | يناير 6, 2076 كلي   | 157 | يوليو 1, 2076 جزئي  |

### ساروس 152
وهو جزء من ساروس 152 ، يتكرر كل 18 سنة و 11 يومًا ، يحتوي على 70 حدثًا.
- بدأت السلسلة بكسوف جزئي للشمس في 26 يوليو 1805.
- شهدت كسوفًا كليًا من 2 نوفمبر 1967 إلى 14 سبتمبر 2490 ؛
- خسوف هجين من 26 سبتمبر 2508 إلى 17 أكتوبر 2544 ؛
- الكسوف الحلقي من 29 أكتوبر 2562 إلى 16 يونيو 2941.
- تنتهي السلسلة عند العضو 70 ككسوف جزئي في 20 أغسطس 3049.

أطول كسوف كلي سيحدث في 9 يونيو 2328 في 5 دقائق و 15 ثانية ؛ أطول كسوف حلقي سيحدث في 16 فبراير 2743 ، في 5 دقائق و 20 ثانية.
| أعضاء السلسلة 7-17 تحدثوا بين عامي 1901 و 2100: | أعضاء السلسلة 7-17 تحدثوا بين عامي 1901 و 2100: | أعضاء السلسلة 7-17 تحدثوا بين عامي 1901 و 2100: |
| 7                                               | 8                                               | 9                                               |
| ----------------------------------------------- | ----------------------------------------------- | ----------------------------------------------- |
| سبتمبر 30, 1913 [الإنجليزية]                    | أكتوبر 11, 1931 [الإنجليزية]                    | أكتوبر 21, 1949 [الإنجليزية]                    |
| 10                                              | 11                                              | 12                                              |
| نوفمبر 2, 1967 [الإنجليزية]                     | نوفمبر 12, 1985 [الإنجليزية]                    | نوفمبر 23, 2003                                 |
| 13                                              | 14                                              | 15                                              |
| ديسمبر 4, 2021                                  | ديسمبر 15, 2039                                 | ديسمبر 26, 2057                                 |
| 16                                              | 17                                              |                                                 |
| يناير 6, 2076                                   | يناير 16, 2094 [الإنجليزية]                     |                                                 |

### سلسلة ميتونيك
تتكرر السلسلة ميتونيك كل 19 عامًا (6939.69 يومًا) ، وتستمر حوالي 5 دورات. يحدث الكسوف في نفس تاريخ التقويم تقريبًا. بالإضافة إلى ذلك ، تتكرر سلسلة أكتون الفرعية 1/5 من ذلك أو كل 3.8 سنوات (1387.94 يومًا). تحدث جميع الكسوفات في هذا الجدول عند العقدة الصاعدة للقمر.  
| 21 من أحداث الكسوف بين 1 يونيو 2011 و 1 يونيو 2087 | 21 من أحداث الكسوف بين 1 يونيو 2011 و 1 يونيو 2087 | 21 من أحداث الكسوف بين 1 يونيو 2011 و 1 يونيو 2087 | 21 من أحداث الكسوف بين 1 يونيو 2011 و 1 يونيو 2087 | 21 من أحداث الكسوف بين 1 يونيو 2011 و 1 يونيو 2087 |
| May 31 – يونيو 1                                   | مارس 19–20                                         | يناير 5–6                                          | أكتوبر 24–25                                       | أغسطس12–13                                         |
| 118                                                | 120                                                | 122                                                | 124                                                | 126                                                |
| -------------------------------------------------- | -------------------------------------------------- | -------------------------------------------------- | -------------------------------------------------- | -------------------------------------------------- |
| يونيو 1, 2011                                      | مارس 20, 2015                                      | يناير 6, 2019                                      | أكتوبر 25, 2022                                    | أغسطس12, 2026                                      |
| 128                                                | 130                                                | 132                                                | 134                                                | 136                                                |
| يونيو 1, 2030                                      | مارس 20, 2034                                      | يناير 5, 2038                                      | أكتوبر 25, 2041                                    | أغسطس12, 2045                                      |
| 138                                                | 140                                                | 142                                                | 144                                                | 146                                                |
| كسوف الشمس 31 مايو 2049                            | مارس 20, 2053                                      | يناير 5, 2057                                      | أكتوبر 24, 2060                                    | أغسطس12, 2064                                      |
| 148                                                | 150                                                | 152                                                | 154                                                | 156                                                |
| كسوف الشمس 31 مايو 2068                            | مارس 19, 2072                                      | يناير 6, 2076                                      | أكتوبر 24, 2079 [الإنجليزية]                       | أغسطس13, 2083 [الإنجليزية]                         |
| 158                                                | 160                                                | 162                                                | 164                                                | 166                                                |
| يونيو 1, 2087                                      |                                                    |                                                    | أكتوبر 24, 2098                                    |                                                    |

## روابط خارجية
- رسومات ناسا
  - خريطة تفاعلية للكسوف من وكالة ناسا
- www.solar-eclipse.de - متوسط التغطية السحابية والمدن على طول مسار الكسوف
- رسومات ناسا